# Новоукраинское (Черниговская область)
Новоукраи́нское (укр. Новоукраїнське) — село в Репкинском районе Черниговской области Украины. Население 354 человека. Занимает площадь 2,28 км². Протекает река Свинка.
Код КОАТУУ: 7424486001. Почтовый индекс: 15071. Телефонный код: +380 46241.

## История
Сёла Церковище, Чипиговка и Мосслаковка обозначены на карте M-36-3-C (1943 год). Объединены в единое село Новоукраинское, где Церковище — юго-западная часть современного села, Чипиговка — юго-восточная, Мосслаковка — северо-восточная.

## Власть
Орган местного самоуправления — Новоукраинский сельский совет. Почтовый адрес: 15071, Черниговская обл., Репкинский р-н, с. Новоукраинское, ул. Шевченко, 2. Тел.: +380 (4641) 4-14-33; факс: 4-14-33.